# シミズ薬品
シミズ薬品株式会社（シミズやくひん、商号：ドラッグストア ダックス）は、京都府下にドラッグストア、調剤薬局を展開する企業。ウエルシアホールディングスの完全子会社。

## 概要
京都市内では最も店舗数が多い地域一番店で、市街地の至る所で「ドラッグストアダックス」の店名が見受けられる。ハピコムグループ加盟企業。尚、店名の「ダックス」とはDACSで、DRUG and COSMETICSの頭文字を採ったものである。
マスコットキャラクターの鯉は「シズチャン」といい、先代の創業者が出世魚の鯉のように、企業が興隆するようにという思いで名付けられた。このシズチャンはポイントカードの名称にもなっていた。(現在はTポイント及びWAONPOINTを採用している。)

## 店舗展開
京都府内に56店舗（2018年8月時点、うち、調剤受付店24店舗）を展開する。各地域ごとの店舗数は以下の通り。なお、店舗ブランドは「ダックス」が基本だが、一部店舗は「シミズドラッグ」などの別の屋号となる。
- 京都市
  - 右京区 - 6店舗（うち、調剤受付店3店舗）
  - 北区 - 6店舗（うち、調剤受付店3店舗）
  - 上京区 - 2店舗（うち、調剤受付店1店舗）
  - 左京区 - 6店舗（うち、調剤受付店2店舗）
  - 中京区 - 3店舗（うち、調剤受付店1店舗）
  - 下京区 - 5店舗（うち、調剤受付店3店舗）
  - 山科区 - 2店舗（うち、調剤受付店1店舗）
  - 南区 - 2店舗（うち、調剤受付店1店舗）※2店舗共にイオンモール内に出店している
  - 伏見区 - 6店舗（うち、調剤受付店2店舗）
  - 西京区 - 5店舗（うち、調剤受付店1店舗）
  - 東山区 - 1店舗（うち、調剤受付店1店舗）
- 宇治市 - 5店舗（うち、調剤受付店2店舗）
- 城陽市 - 1店舗（調剤受付店）
- 向日市 - 1店舗（調剤受付店なし）
- 長岡京市 - 2店舖（うち、調剤受付店1店舗）
- 亀岡市 - 3店舗（うち、調剤受付店1店舗）
- 南丹市 - 1店舗（調剤受付店）

## 沿革
- 1938年4月 - 本店所在地である京都市下京区に「シミズ薬局」を開業。
- 1947年11月 - 株式会社に法人化し、清水薬品株式会社を設立。
- 1964年11月 - 本店をドラッグストアに拡張。
- 1970年11月 - 本社ビルを新築。
- 1978年11月 - 現社名であるシミズ薬品株式会社に商号変更。
- 2002年4月 - 株式会社マツモトキヨシと業務提携を締結[1]。
- 2008年
  - 8月8日 - イオン株式会社と資本・業務提携[2]
  - 9月 - マツモトキヨシとの業務提携を解消し[1]、イオンやタキヤ株式会社等が所属する「イオン・ウエルシア・ストアーズ（現在のハピコム）」へ加盟。
- 2013年7月 - 電子マネーWAONを導入（シミズドラッグ伏見店、シミズドラッグ大久保店は除く）。
- 2015年
  - 3月 - タキヤとともに、簡易株式交換によりウエルシアホールディングス株式会社の完全子会社となる[3]。
  - 7月 - Tポイントの取り扱い並びに「ウエルシアTカード」の発行を開始。Tポイントの取り扱い開始に伴い、「シズチャンポイントカード」は残ポイント精算（ポイントに応じて指定した製品に交換）並びにポイント券（300円お買物券）の利用を含めて同年10月31日をもって終了。
  - 9月 - 宇治神明店のリニューアルオープンにより店舗ブランドを「ウエルシアダックス」に変更（以降にリニューアルオープンした店舗も順次「ウエルシアダックス」に変更）。
  - 9月1日 -直近まで東京証券取引所第一部に上場していた CFSコーポレーションが、株式交換によりウエルシアホールディングス入りしたことに伴い、CFSコーポレーション発行の株主優待券の相互利用開始[4]。
- 2016年
  - 3月29日 - 電子マネーのうちTマネーサービスの利用開始[5]。
  - 6月30日 - この日をもって、CFSコーポレーション発行の株主優待券の利用終了。